# Raoul Bayou
Pour les articles homonymes, voir Bayou (homonymie).
Raoul Bayou, né le 19 juin 1914 à Cessenon-sur-Orb (Hérault) et mort le 21 novembre 1995 à Béziers, est un homme politique français, ancien député de la 5e circonscription de l'Hérault.

## Biographie
Membre du Parti socialiste, d'abord instituteur, il a occupé les fonctions de maire de Cessenon de 1947 à 1995, conseiller général du canton de Saint-Chinian de 1945 à sa mort. Député socialiste de 1958 à 1986, questeur de l'assemblée nationale (1973-1986), il était le défenseur attitré de la viticulture.
Il est inhumé au cimetière de Cessenon-sur-Orb.
Son épouse Marguerite, née Georges, est maire de Saint-Chinian entre 1969 et 1983.
Son petit-fils, Julien Bayou, est député de la 5e circonscription de Paris de 2022 à 2024, conseiller régional d'Île-de-France depuis 2010 et secrétaire national d'Europe Écologie Les Verts.

## Hommage
- À Cessenon-sur-Orb, la municipalité de la commune nomme une voie publique (avenue) à son nom à proximité de l'église Saint Pierre et Paul du XIIIe siècle[6] (43° 26′ 57,63″ N, 3° 02′ 53,61″ E).
- La municipalité de la commune de Saint-Chinian nomme une voie publique (avenue) au nom de l'homme politique (43° 25′ 24,46″ N, 2° 56′ 58,51″ E).
- La municipalité de la ville de Béziers nomme une voie publique « Rue Raoul Bayou » dans la ZAC de Montimaran (43° 20′ 40,31″ N, 3° 15′ 08,96″ E).

### Fonds d'archives
- Fonds Raoul Bayou (1946-1995) [2,75 ml].  Cote : 191 J. Montpellier : Archives départementales de l'Hérault (présentation en ligne).